# Sio Moore
Snorsio Alston Moore (Monrovia, 2 maggio 1990) è un giocatore di football americano statunitense che gioca nel ruolo di linebacker per gli Houston Texans della National Football League (NFL). Fu scelto nel corso del terzo giro (66º assoluto) del draft NFL 2013 dagli Oakland Raiders. Al college giocò a football all’Università del Connecticut.

## Carriera professionistica

### Oakland Raiders
Moore era considerato uno dei migliori linebacker selezionabili nel Draft NFL 2013. Fu scelto nel corso del terzo giro dagli Oakland Raiders. Il 14 giugno firmò un contratto quadriennale del valore di 3,5 milioni di dollari (690 000 garantiti), inclusi 690832 $ di bonus alla firma. Debuttò come professionista l'8 settembre contro gli Indianapolis Colts. Nella settimana 6 contro gli imbattuti Kansas City Chiefs mise a segno il suo primo sack in carriera ai danni di Alex Smith. Nella settimana 8 contro i Pittsburgh Steelers mise a segno un sack e mezzo da 9 e 7 yard ai danni di Ben Roethlisberger, venendo premiato come rookie della settimana. Nella settimana 10 contro i New York Giants mise a segno un sack da 11 yard ai danni di Eli Manning forzando un fumble, poi recuperato dallo stesso Manning. Il 29 novembre venne sanzionato dalla NFL di 15 750 dollari per eccessiva violenza durante un placcaggio ai danni di Ryan Fitzpatrick. Nell'ultima settimana contro i Denver Broncos fece il suo 4,5 sack stagionale ai danni di Peyton Manning. Chiuse il suo primo anno giocando 15 partite di cui 11 da titolare, saltando solo una partita per una commozione cerebrale, totalizzando 50 tackle, 4,5 sack e un fumble forzato.
Moore iniziò bene la seconda stagione da professionista, guidando la sua squadra con 11 tackle, un sack e un fumble forzato contro i New York Jets. La sua annata si chiuse con 11 presenze, tutte come titolare, con 90 tackle e 3 sack.

## Palmarès
- PFWA All-Rookie Team - 2013
- Rookie della settimana: 1

8ª del 2013

## Statistiche
| Partite totali      | 26  |
| Partite da titolare | 22  |
| Tackle totali       | 140 |
| Sack                | 7,5 |
| Intercetti          | 0   |
| Fumble forzati      | 2   |

Statistiche aggiornate alla stagione 2014